# Aggiotaggio
L'aggiotaggio è un reato previsto dal codice penale italiano. L'etimologia del termine è solitamente riferita alla parola in francese agiotage, derivata dal sostantivo italiano aggio, inteso come «vantaggio, opportunità che si dà o si riceve per aggiustamento della valuta di una moneta a quella di un'altra, ovvero per barattare la moneta peggiore nella migliore».

## Il contenuto
L'articolo 501, intitolato "Rialzo e ribasso fraudolento di prezzi sul pubblico mercato o nelle borse di commercio", recita:
Chiunque, al fine di turbare il mercato interno dei valori o delle merci, pubblica o altrimenti divulga notizie false, esagerate o tendenziose o adopera altri artifizi atti a cagionare un aumento o una diminuzione del prezzo delle merci, ovvero dei valori ammessi nelle liste di borsa o negoziabili nel pubblico mercato, è punito con la reclusione fino a tre anni e con la multa da euro 516 a 25.822
Se l'aumento o la diminuzione del prezzo delle merci o dei valori si verifica, le pene sono aumentate. Le pene sono raddoppiate:
1. se il fatto è commesso dal cittadino per favorire interessi stranieri;
2. se dal fatto deriva un deprezzamento della valuta nazionale o dei titoli dello Stato, ovvero il rincaro di merci di comune o largo consumo.
Le pene stabilite nelle disposizioni precedenti si applicano anche se il fatto è commesso all'estero, in danno della valuta nazionale o di titoli pubblici italiani.
La condanna importa l'interdizione dai pubblici uffici».

## Le previsioni del codice civile
Inoltre è regolato dall'art. 2637 del codice civile italiano, poiché da operazioni di aggiotaggio è possibile trarre grandi profitti illeciti, provocando conseguentemente danni economici agli altri operatori sul mercato finanziario:
«Chiunque diffonde notizie false, ovvero pone in essere operazioni simulate o altri artifici concretamente idonei a provocare una sensibile alterazione del prezzo di strumenti finanziari, quotati o non quotati, ovvero ad incidere in modo significativo sull'affidamento che il pubblico ripone nella stabilità patrimoniale di banche o di gruppi bancari, è punito con la pena della reclusione da uno a cinque anni».

## Prescrizione
Il reato di aggiotaggio si prescrive in sei anni, la prescrizione estingue il reato decorso il tempo corrispondente al massimo della pena edittale stabilita dalla legge e comunque un tempo non inferiore a sei anni se si tratta di delitto e a quattro anni se si tratta di contravvenzione, ancorché puniti con la sola pena pecuniaria.
Esso dunque, essendo sanzionato nel massimo con la reclusione fino a tre anni, si prescrive in sei anni. Se invece interviene uno dei cosiddetti atti interruttivi della prescrizione elencati in modo tassativo dall'art. 160 c.p., il tempo necessario a prescrivere aumenta fino ad un massimo di un quarto, ossia fino a sette anni e mezzo.